# آنترو کیوی
آنترو کیوی (فنلاندی: Antero Kivi؛ ۱۵ آوریل ۱۹۰۴ – ۲۹ ژوئن ۱۹۸۱) پرتاب‌گر دیسک اهل فنلاند بود.
وی در مسابقات کشوری و بین‌المللی در مجموع برندهٔ ۱ مدال نقره شده‌است.